# Procedurell programmering
Med procedurell programmering menas i programmeringssammanhang att källkoden skrivs med användande av subrutiner. Här existerar inga klasser såsom i objektorienterad programmering utan i stället används funktioner, strukturer och primitiva datatyper. Ett känt procedurellt språk är C.
Procedurell programmering innebär inte nödvändigtvis ett oordnat programmeringssätt. Själva programmet kan avgränsas av moduler eller enheter och därmed framtvinga den önskade ordningen. Ofta tillämpar man strukturerad programmering.